# ناحیه کسون، میشیگان
ناحیه کسون (به انگلیسی: Kasson Township) یک منطقهٔ مسکونی در ایالات متحده آمریکا است که در Leelanau County واقع شده‌است.
 ناحیه کسون ۹۳٫۸ کیلومتر مربع مساحت و ۱٬۵۷۷ نفر جمعیت دارد و ۲۷۸ متر بالاتر از سطح دریا واقع شده‌است.